# Idris Abdul Wakil
Idris Abdul Wakil (* 10. April 1925 im Dorf Makunduchi, Sansibar; † 15. März 2000 in Sansibar) war ein tansanischer Politiker. Von 1985 bis 1990 war er Präsident von Sansibar.

## Biografie
Abdul Wakil war zunächst als Diplomat tätig. Von 1967 bis 1969 diente er als Botschafter in der Bundesrepublik Deutschland, von 1970 bis 1973 in den Niederlanden sowie von 1974 bis 1976 in Guinea.
1980 wurde er Sprecher des Repräsentantenhauses von Sansibar. Nach der Wahl von Ali Hassan Mwinyi zum Präsidenten Tansanias wurde er am 24. Oktober 1985 dessen Nachfolger als Präsident Sansibars. Zugleich war er bis zum Ende seiner Amtszeit am 25. Oktober 1990 Zweiter Vizepräsident von Tansania. Nachfolger in diesen Ämtern wurde Salmin Amour.